# Els Cocons (Sant Pere de Ribes)
Els Cocons és una obra de Sant Pere de Ribes (Garraf) protegida com a Bé Cultural d'Interès Local.

## Descripció
Masia situada a garbí del nucli de Ribes, a tocar de l'autopista C-32. És un edifici aïllat de planta rectangular i tres crugies. Consta de planta baixa, pis i golfes i té la coberta a dues vessants amb el carener paral·lel a la façana. El portal d'accés es troba centrat en el frontis i és d'arc escarser arrebossat, com ho és la finestra del costat. A l'altra banda hi ha un portal més antic d'arc ceràmic i brancals de pedra carejada, que ha estat habilitat com a finestra. El primer pis té dos finestrals als extrems d'arc pla arrebossat, amb sortida a balcons de baranes forjades. Entre ells hi ha dues finestres també d'arc pla arrebossat. Al nivell de les golfes trobem una galeria amb tres pòrtics d'arc de mig punt arrebossat, que es prolonga amb un pòrtic per la façana lateral. Segons un testimoni gràfic antic, el cos de la galeria correspon a una reforma moderna, de manera que el cos central sobresortia en alçada respecte els altres. Entre les façanes laterals i posterior hi ha adossats diversos volums de dos nivells d'alçat, que es tanquen a la façana de llevant entorn un pati central. Un d'aquests cossos s'obre de cara al pati amb dues galeries horitzontals, de dos pòrtics d'arc de mig punt ceràmic els de la planta baixa. L'acabat exterior és arrebossat i pintat de color blanc. A l'interior, els sostres de la planta baixa són de volta catalana i els superiors amb bigues de fusta. A la façana principal hi ha adossada una pica datada de l'any 1838, suposem que recuperada del mateix mas

## Història
Algunes fonts indiquen que el Manso de Cocons està documentat des del segle xiii. Al cadastre de l'any 1716-17 s'anomena un tal Emanuel Sole dels Cucons. Més endavant, tal com consta en el llibre d'Apeo de l'any 1847, pertanyia a Christobal Soler.